# Vouprasia
Vouprasia (in greco Βουπρασία?) è un ex comune della Grecia nella periferia della Grecia Occidentale (unità periferica dell'Elide) con 11.204 abitanti secondo i dati del censimento 2001.
È stato soppresso a seguito della riforma amministrativa, detta Programma Callicrate, in vigore dal gennaio 2011 ed è ora compreso nel comune di Andravida-Kyllini.

## Località
Vouprasia è suddiviso nelle seguenti comunità (i nomi dei villaggi tra parentesi):
- Varda (Varda, Kougaiika, Komi, Sympanio, Psari)
- Aetorrachi (Aetorrachi, Dafni)
- Kapeleto (Kapeleto, Thanasoulaiika)
- Kourtesi (Kourtesi, Ano Kourtesi, Kotteika)
- Manolada (Manolada, Karvounaiika, Loutra Yrminis, Brinia, Samaraiika)
- Nea Manolada
- Neapoli
- Nisi (Nisi, Agia Marina, Agios Athanasios, Karavoulaiika, Kremmydi)
- Xenies (Xenies, Kalyvakia, Palaiochora)